# Kathiawar Agency

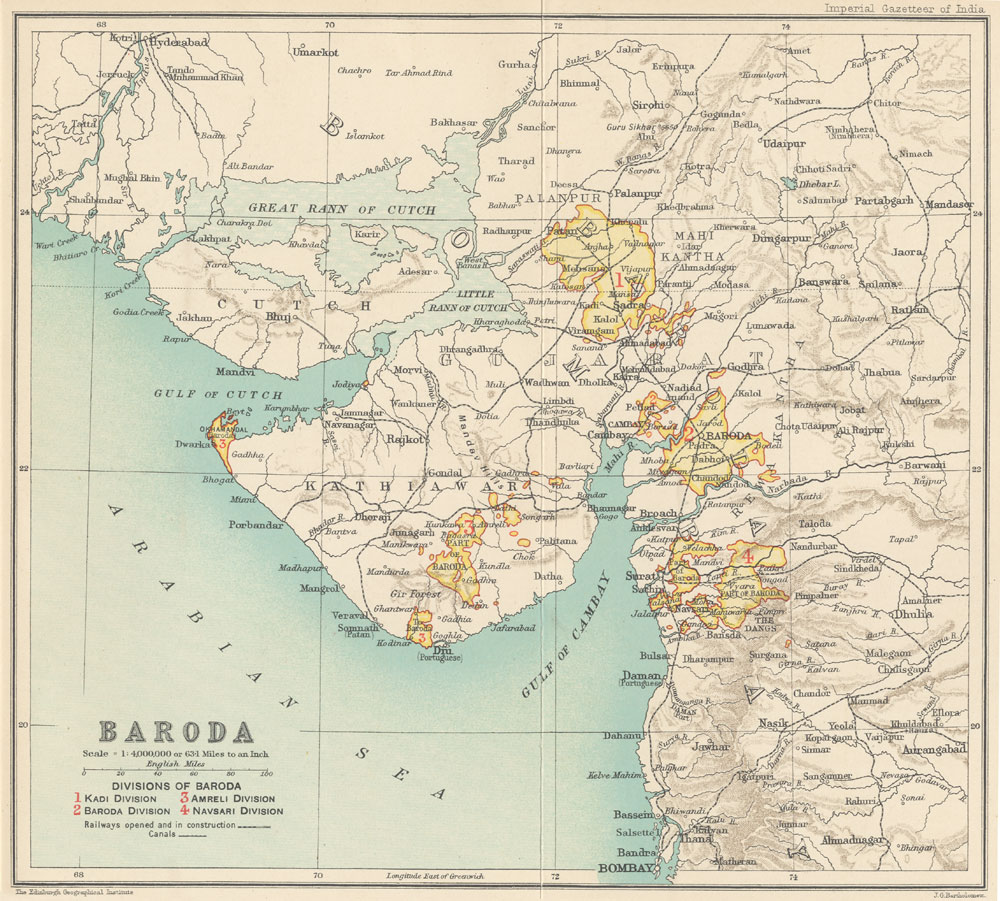
Kathiawar (1909, Besitzungen Barodas in gelb)

Die 60.488 km² große Kathiawar Agency war eine verwaltungsmäßige Gruppierung von indischen Fürstenstaaten zur Zeit der Kolonialherrschaft auf der gleichnamigen Halbinsel. Sie grenzte im Osten an die Palanpur Agency, Rewa Kantha Agency und Baroda. Die Verwaltungsgliederung zeichnete sich dadurch aus, dass eine Vielzahl kleinster Herrschaften, deren Gebiete oft noch zersplittert waren, bestanden. Die Bevölkerungszahl betrug 1872: 2.318.642, 1881: 2.343.899, 1891: 2.752.404, nach den verheerenden Hungersnöten nahm sie in der folgenden Dekade auf 2.329.196 (−16 %) ab, um bis zur Unabhängigkeit 1947 auf 3½-4 Mio. zu wachsen.

## Geschichte
Die Marathen-Herrschaft in Gujarat begann 1705 und festigte sich in einer Zeit der Kleinkriege bis 1760. Die Maharajas von Baroda und der Peshwa sandten, wie auch andernorts, regelmäßig eine Armee zur Eintreibung von Tributen (mulk-giri). 1803 suchten erstmals einige Fürsten um den Schutz der Briten an. Nach einer Militärkampagne 1807/8 setzte der englische Colonel Walker ein settlement durch, bei dem sich die Herrscher verpflichteten untereinander Frieden zu halten, andererseits einen bestimmten Tribut abzuliefern, ohne dass dieser durch Bewaffnete eingetrieben wurde.
Die „Unabhängigkeit“ der einzelnen Gebiete definierte sich über ihre Verpflichtungen zu Tributzahlungen, Piratenbekämpfung und der Unterdrückung des Infantizids von Mädchen, die im „Walker Settlement“ festgelegt worden waren. Tribute erhielten die Briten, der Gaekwar, also der Maharaja von Baroda, Junagadh (= Junagarh) oder in Einzelfällen noch andere Staaten. Im Jahre 1817 gingen die die Ansprüche des Peshwa an die Ostindische Kompanie über, zwei Jahre später übernahmen sie auch die Einziehung von Tributen im Namen Barodas. 1820 verpflichteten sich die Staaten nur noch britisches Monopol-Opium zu erwerben und zum Verkauf zuzulassen.
Von den 1807 bestehenden „souveränen“ Territorien gingen bis 1876 etwa 80 in anderen auf, es bildeten sich aufgrund der unter den Rajputen üblichen Erbteilung noch mehr neue, so dass für das Jahr von 418 Einheiten auszugehen ist. Selbst die Gebiete der bedeutenderen Staaten waren in mehrere Landflecken zerteilt, so hatten Nawanagar 9, Gondal 18 und Junagadh 24 Teilchen. Auch Baroda hatte zahlreiche Exklaven. Insgesamt gehörten den größeren Fürstenstaaten 3/4 der Fläche. Auf einer vorgelagerten Insel befand sich die portugiesische Besitzung Diu, die von Indien 1961 besetzt wurde. Die untersten Klassen nannte man Girassia, die ihre Ländereien als Gegenleistung für Heerfolge von einem Herrscher verliehen bekommen hatten. Bhayad waren Gebiete die durch Erbteilung an jüngere Söhne von Rajputefürsten gingen.
Die Agency wurde 1924 zum Teil der Western India States Agency gebildet aus den Kathiawar, Kutch und Palanpur Agencies. Diese ging dann in der Baroda, Western India and Gujarat Agency auf. Kathiawar umfasste zu dieser Zeit nur noch 134 Kleinststaaten mit eigner Gerichtsbarkeit. Zur Zeit der Unabhängigkeit gab es 449 „souveräne“ Verwaltungseinheiten, davon 13 salutberechtigte Fürstenstaaten, 107 (?113) Staaten mit bestimmten Klassen der Gerichtsbarkeit und 329 Domänen (estate) ohne Gerichtsbarkeit.
Am 16. Februar 1948 wurde der United State of Kathiawar (Saurashtra State) begründet. Die Herrscher traten ihre Souveränitätsrechte an die Indische Union ab und wurden zu konstitutionellen Herren. Sie blieben im 5-köpfigen Presidium of Rulers, dem die Rajas von Nawanagar und Bhavnagar automatisch angehörten, politisch repräsentiert. Gleichzeitig wurde eine verfassungsgebende Versammlung geschaffen. Dieser Staat wurde 1956 Teil des Bundeslandes Bombay und kam bei dessen Teilung 1960 zu Gujarat.

## Organisation
Ab 1822 unterstand das Gebiet einem Political Agent. Administrativ unterstand das Gebiet der Regierung der Bombay Presidency. Ursprünglich war Kathiawar in zehn Bezirke (prant) geteilt. 1863 wurden die, damals noch 188, Staaten in sieben Klassen eingeteilt, die sich im Wesentlichen dadurch unterschieden, in welchem Umfang der jeweilige Herr die Gerichtsbarkeit ausüben durfte. Bis dato war der Agent lediglich als Diplomat politischer Ratgeber, allerdings gab es seit 1831 ein ihm unterstelltes Obergericht für Kapitalverbrechen. Im gleichen Jahr wurde die Zahl der Bezirke auf vier verringert, in deren Hauptort nun jeweils ein politischer Agent mit Stellvertreter (deputy) stationiert wurde. Diese hatten nun auch die Funktion von Gerichtsherrn der unteren Ebene. Weiterhin gab es noch einen Superintendent of Managed Estates, der mit seinen Assistenten ebenfalls dem Indian Civil Service (ICS) angehörte. Ein spezieller Gerichtshof, der 1873–1899 bestehende Rajasthanik Court, regelte Fragen der fürstlichen Erbfolge, Tribut-, Land- und Steuerstreitigkeiten. Die Salzsteuer wurde in Kathiawar nicht erhoben, zu Britisch-Indien bestand ab 1905–1917 eine Zoll-Außengrenze (Viragam Line). Die Staaten Junagarh (nach 1893 nur noch Kupferprägungen) und einige andere hatten das Münzregal.
Es bestanden um 1900 193 Staaten mit Gerichtsbarkeit, von denen 146 Talukas waren die von 12 rangniedereren Beamten, den Thanadars kontrolliert wurden. Von den 193 waren 12 niemandem tributpflichtig, 105 zahlten an die Briten (1903/4: 700.000 Rs; B), 79 an Baroda (290.000 Rs; G) und 134 an Junagarh (92.400 Rs; J). Für die kleinsten in Thana Circles gruppierten Talukas geben nicht einmal die sonst sehr genauen statistischen Unterlagen der Kolonialherren weitere Angaben.
Die British Indian Army hatte ein Regiment in Rajkot stationiert, die größeren Staaten hielten sich oft eine „Armee“ genannte Leibgarde für den Raja, sie stellten auch einige berittene Imperial Service Troops. 1903 gab es knapp 1.000 von der Agency bezahlte Polizisten, die Staaten unterhielten insgesamt noch weitere .5378.
1858 hatte es 59 Schulen mit 1.909 Schülern gegeben, diese Zahl stieg bis 1903 auf 1.200 Anstalten, davon 224 private, 42 Mittelschulen und 11 High Schools, mit über 80.000 Schülern, davon 10.000 Mädchen. Die Zahl der Bewohner, die lesen und schreiben konnte betrug 1903 9,7 %, ein damals überdurchschnittlicher Wert. Das Keatinge Rajkumar College in Rajkot und die Gondal Girasia School nahmen sich der Söhne und Töchter der Fürsten an.

### Bezirke

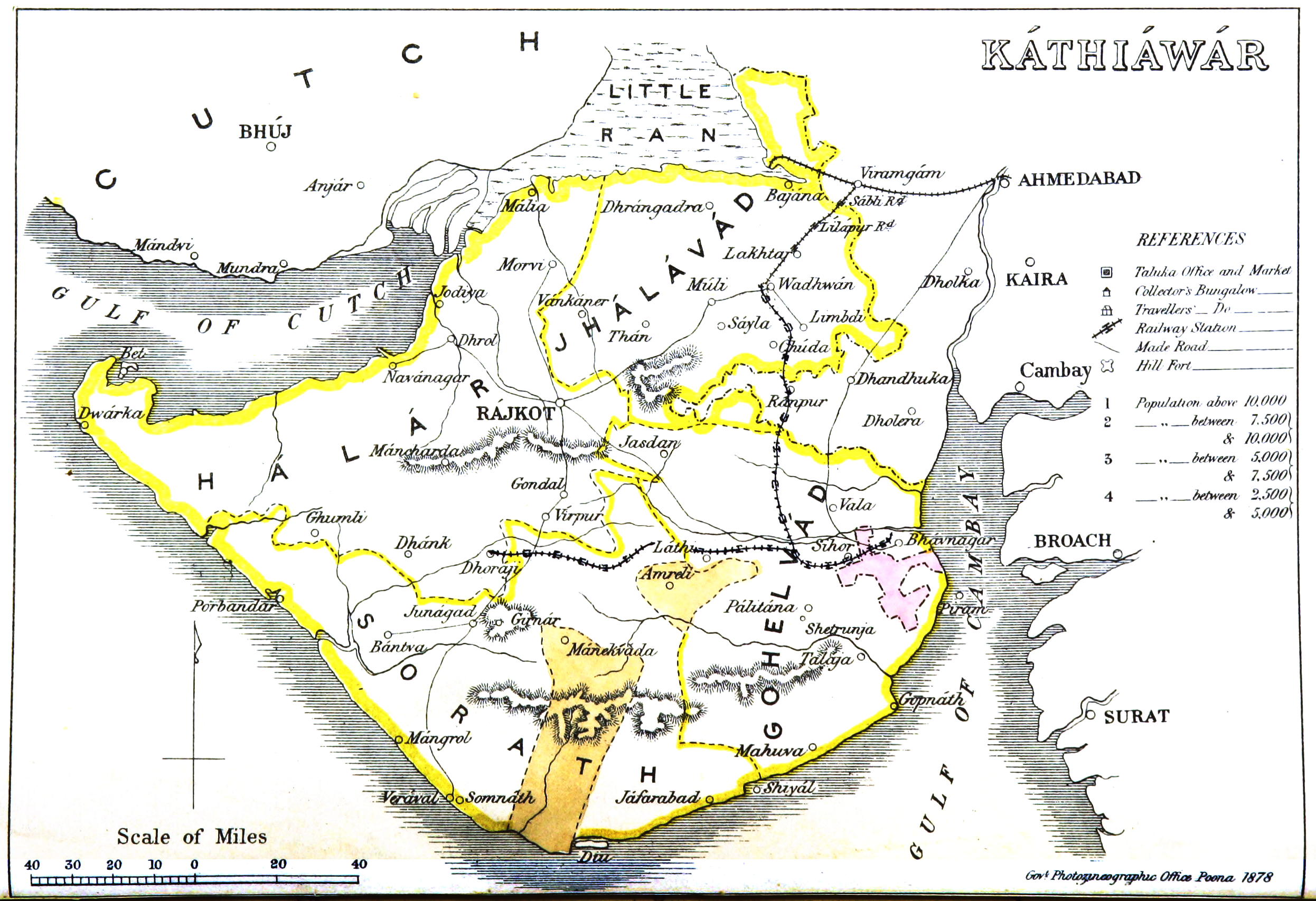
Kathiawar region in 1878

Verwaltungsgliederung nach der Neuorganisation 1873, mit Bevölkerungszahl 1901:
Tahna Circles
Die 12 Thana Circles (Fläche in km²) waren: Babra (771), Songadh (211,5), Chamardi (186), Chok (268), Lodhika (684), Dharfa (537), Wadhwan thana (508), Chotila (949), Bhoika (462), Paliyad (586), Lakhapadar (353), Bagasra (230).
Civil Stations
Die Briten pachteten drei Civil Stations, die sie als Handelsplätze nutzten (Einwohner 1901): Wadhwan CS (11.255), Rajkot CS (8.992), Jetalsar CS (4.63).
Hinweis: Die Listen sind unvollständig. Diakritische Zeichen werden nicht gegeben.

#### Gohelwar Prant, 10.862 km²
| Land (Klasse)                      | Fläche (km²)      | Bevölkerung (Tsd.)               | Steuern (Tsd. Rs.; Tribut an) | Herrschertitel Anmerkungen |
| ---------------------------------- | ----------------- | -------------------------------- | ----------------------------- | --- |
| Bhavnagar (1.) (= Bhaunagar)       | 7.669             | 1941: 575                        | 395 (B, G, J)                 | Thakur Sahib, Salut: 13; 1918: Mahraja. siehe Hauptartikel. |
| Palitana (2.)                      | 745               | 1891: 49, 1941: 62,1             | 1903: 641 (G, J), 1941: 821   | Thakur, Salut: 9; Bei der Hauptstadt befindet sich ein wichtiges Heiligtum der Jain, der Berg Satrunjaya. |
| Jasdan (3.)                        | 730               | 1891: 29; 1901: 25,7; 1941: 36,6 | 123 (> 10 B, G)               | Darbar Śri. 1890–1900 12 % Verhungerte. Weitere 33,5 km² unterstanden nicht der Gerichtsbarkeit. Eigene Briefmarken 1942. Siehe Hauptartikel. |
| Vala (3. ) (= Wala, = Vallabhipur) | 281 (? 1941: 492) | 1891: 17; 1901: 13,2; 1921: 11,4 | 225 (G, J)                    | Thakur. 23 % Verhungerte 1891–1901. |
| Lāthi (4.)                         | 108               | 1891: 6,8; 1901: 8,8; 1941: 9,4  | 1903: 137 (G, J); 1941: 162   | Thakur. Gegr um 1260. Herrscher zur Kolonialzeit: 1) Lakhaji Jijibawa, r. 1750-?, 2) Dajiraji Lakhaji, 3) Takhtsimhji Lakhaji, r.?–1878, 4) Sursimhji Takhtsimhji, * 1875, r. 1878, † 1900, dessen 5-jähriger Sohn Saliwahan wurde 1891 als Herrscher von Jaisalmer adoptiert; 5) Pratapsimhji Sursimhji, * 1891, r. 10. Juni 1900, † 4. Oktober 1918, 6) Prahladsinhji Pratapsimhji, * 1912, r. 14. Oktober 1918 – 1947, † ? |
| Bhadli (6.)                        | 16 Dörfer         | 3                                | 16 (B, J)                     | |
| Itaria (6.)                        | 2 Dörfer          | 0,5                              | 3 (B, J)                      | |
| Kotra Pitha (6.)                   | 13 Dörfer         | 6,7                              | 70 (B, J)                     | |
| Vankia (6.)                        | 3 Dörfer          | 0,95                             | 5 (B, J)                      | |
| Kariana (7.)                       | 9 Dörfer          | 2,26                             | ca. 20 (B, J)                 | |

In diesem Bezirk hatten folgende Talukas keine Gerichtsbarkeit (Einwohner 1901): Akadia (102), Alampur (497), Babra (7.417), Bhandaria (449), Bildi (388), Bhojavadar (764), Boda-no-nes (138), Chamardi (2168), Chiroda (247), Chitravav (246), Chok (1213), Datha (9425, 24 Dörfer, 178 km²), Dedara (783), Derdi-Janbai (492), Dhola (261), Gadhali (1537), Gadhula (306), Gandhol (137), Javej (979), Jalia-Amaraji (444), Jalia-Manaji (236), Juna-Padar (143), Kamadhia (496), Kanjarda (313), Katodia (347), Khijadia (391), Khijadia Dosaji (361), Limbda (2194, 4 Dörfer), Morchopna (375), Nilvala (457), Pachhegam (3.655, 3 Dörfer), Pah (273), Panchavada (287), Rajpara (552), Ramanka (470), Randhia (693), Ranigam (708), Ratanpur-Dharmaka (631), Robisala (411), Samadhiala (617), Samadhiala-Chabharia (1.273), Samadhiala-Charan (195), Sanala (416), Sata no nes (240), Shevdivadar (177), Songadh (2.031, 1 Ort), Toda Todi (380, 2 Dörfer), Vadal (320), Vadod (814), Vanggadhra (582), Vavdi-Dharvala (2.007, 4 Dörfer), Vavdi-Vacchani (490, 3 Dörfer), Vija no nes (193).

#### Halar Prant, 19.291 km²
| Land (Klasse)                       | Fläche (km²) | Bevölkerung (Tsd.)                             | Steuern (Tsd. Rs.; Tribut an)                      | Herrschertitel Anmerkungen |
| ----------------------------------- | ------------ | ---------------------------------------------- | -------------------------------------------------- | --- |
| Gondal (2.; 1888: 1.)               | 2.641 km²    | 1901: 163; 1941: 205                           | 1903: 1,5 Mio. (B, J) 1941: Staatseinnahmen 5 Mio. | Thakur Sahib, Salut: 11. Gleichnamige Dynastie gegr. von Kumbhoji I 1634. Der Staat war 1941 frei von Steuern, Abgaben, Zöllen und Akzisen. Schulpflicht auch für Mädchen. siehe Hauptartikel |
| Morvi (1.)                          | 2.118        | 1891: 90, 1901: 141 (B, G) 1941: 123           | 1903: 710; 1941: 5,8 Mio.                          | Thakur Sahib, Salut: 11. |
| Nawanagar (1.)                      | 9.771        | 1891: 316, 1941: 409                           | 1903: 2,48 Mio. (B, G, J); 1941: 9,7 Mio.          | Jam Sahib, Salut: 15. Unterwerfung 1812 |
| Dhrol (2.)                          | 730          | 22                                             | 107 (G, J)                                         | Thakur Sahib, Salut: 9. |
| Rajkot (2.)                         | 722          | 1872: 36,7, 1881: 46, 1891, 1901: 50, 1941: 75 | 1891: ca. 300; 1903: 360 (21 B, J)                 | Thakur Sahib, Salut: 9 |
| Wankaner (2.)                       | 1.068        | 1891: 30, 1931: 44                             | 1903: 218 (B, J); 1941: 727                        | Herrscher Nachfahren Raisinhjis, des Gründers von Dharanga. |
| Kotda Sangani (= Kotra Sangani; 4.) | 191          | 1891: 8,6; 1901: 8,8                           | 91 (B, J)                                          | Thakur. |
| Malia (4.)                          | 266          | 1891: 11,2; 1901: 9                            | 156 (1,3 G, J)                                     | |
| Virpur (4.)                         | 171          | 1891: 5,3; 1901: 6,1; 1921: 6,7                | 65 (B, J)                                          | Nachfahren eines jüngeren Sohns von Jam Vibhaji I von Nawanagar. 16 Generationen bis 1947. Herrscher zur Kolonialzeit: Suraji II Surtanji (* 1846, r.1864, 4 Söhne, 2 Töchter); Hamirsinhji Suraji (* 1876, r. 18. Okt. 1918, 1 Sohn); Dilipsinhji Hamirsinhji († Juni 1945); Narendrasinhji Dilipsinhji (r. 1945–1947). Nicht zu verwechseln mit Vasan Virpur (Rewa Kantha Agency). |
| Gadhka (5.)                         | 75           | 6,1                                            | 12,6 (B, J)                                        | |
| Gavridad (5.)                       | 69⅔          | 1891: 2,3; 1901: 1,9                           | 24 (B, J)                                          | |
| Jalia Devani (5.)                   | 93           | 2,44                                           | 16,3 (G)                                           | |
| Kotharia (5.)                       | 6 Dörfer     | 2,15                                           | 25,9 (B J)                                         | |
| Mengni (5.)                         | 90           | 3,3                                            | 29,8 (B)                                           | 8 Dörfer |
| Pal (5.)                            | 56           | 1,3                                            | 17,8 (B, J)                                        | 5 Dörfer |
| Bhadva (6.)                         | 4 Dörfer     | 1,05                                           | 15,5 (B, J)                                        | |
| Rajpara (6.)                        | 9 Dörfer     | 1,88                                           | 13,6 (B, J)                                        | |
| Shahpur (6.)                        | 4 Dörfer     | 1,1                                            | 15,2 (B, J)                                        | |
| Khirasa (7.)                        | 13 Dörfer    | 3,1                                            | 15 (B, J)                                          | |
| Lodhika (7.)                        | 12 Dörfer    | 4,5                                            | 35 (B, J)                                          | |
| Vadali (7.)                         | 1 Dorf       | 0,4                                            | 6,4 (B, J)                                         | |

In diesem Bezirk hatten folgende Talukas keine Gerichtsbarkeit (Einwohner 1901): Bhalgam Baldhoi (617), Drafa (8456, 24 Dörfer), Kanksiali (224), Kanpar Ishwaria (1.365), Kotda Nayani (ca. 1.000), Mowa (247), Mulila Deri (2.350, 7 Dörfer), Satodad-Vavdi (2.790), Sisang Chandli (1756), Virvao (193).

#### Jhalawar Prant, 10.263 km²
| Land (Klasse)        | Fläche (km²) | Bevölkerung (Tsd.)                   | Steuern (Tsd. Rs.; Tribut an) | Herrschertitel Anmerkungen |
| -------------------- | ------------ | ------------------------------------ | ----------------------------- | --- |
| Dhrangadhra (1.)     | 2.982        | ca. 100                              | 443 (B, J)                    | Raj Sahib (ab 1918: Maharaja), Salut: 11 (ab 1877: 15). Staat Jhalawad gegr. 1190 (alternativ: Kuwa, Halwad, Halwad-Dhrangadhra). Zur Gründung der neuen Hauptstadt 1735 umbenannt in Dhrangadhra. Der ehem. Maharaja Mayurdwajsinhji Meghrajji war letzter lebender indischer Träger des Order of the Indian Empire. |
| Limbdi (= Limri; 2.) | 887          | 43 (10 % Muslims)                    | 202 (B, J)                    | Thakur Sahib, Salut: 9. Herrscher Nachfahren Raisinhjis, des Gründers von Dharanga. |
| Wadhwan (2.)         | 609 km²      | 1881: 43, 1891: 42, 1901: 35 (−18 %) | 375 (B, J)                    | Nicht zu verwechseln mit gleichnamigen Zwergstaat in den Dangs. Eigene Post und Briefmarken bis 1893. Herrscher Nachfahren Raisinhjis, des Gründers von Dharanga. |
| Chuda (= Chura; 3.)  | 201¼         | 12,5                                 | 395 (B, J)                    | Herrscher Nachfahren Raisinhjis, des Gründers von Dharanga. |
| Lakhtar (3.)         | 640          | 15                                   | 70 (B, J)                     | |
| Sayla (3.)           | 572          | 11,6                                 | 66 (15,5 B, J)                | Herrscher Nachfahren Raisinhjis, des Gründers von Dharanga. Thakurs seit Gründung 1751: Sheshmalji Raisinhji I (r. 1751–1794), 2) Vakhatsinhji Sheshmalji (r. 1794–1813), 3) Madarsinhji Vakhatsinhji I (r. 1813–1837) gefolgt von 2. Sohn, 4) Sheshmalji Madarsinhji Ii, 5) Kesrisinhji Sheshmalji (r. 1839–1881, ab 1884 Thakur Sahib), 5) Vakhatsinhji Kesrisinhji (* 10. Juli 1845, r. 4. Okt. 1881, † 25. Jan. 1924) Tochter 1884 eine der Frauen des Rao von Kutch, 6) Madarsinhji Vakhatsinhji II, C.S.I. (* 28. Mai 1868, r. 1924, † 1938), 7) Karansinhji Madarsinhji (* 11. Mai 1891, r. 1938–1947, † 1962). |
| Bajana (4.)          | 472          | 10,3                                 | 71 (B, J)                     | |
| Muli (4.)            | 343          | 15,1                                 | ca. 80 (B, J)                 | |
| Patdi (4.)           | 100          | 2,2                                  | 88,2 (B)                      | (Die Steuerbelastung 1901, davon 85000 Grundsteuer, erscheint extrem hoch, die Bevölkerungszahl jedoch plausibel.) |
| Vanod (5.)           | 147          | 3911                                 | 30,9 (B, J)                   | |
| Anandpur (6.)        | 34 Dörfer    | 5,06                                 | 31,9 (B, J, Sukhdi)           | |
| Bhoika (6.)          | 3 Dörfer     | 3                                    | ca. 20 (B, J)                 | |
| Chotila (6.)         | 32 Dörfer    | 6,6                                  | 41 (B, Sukhdi)                | |
| Dasada (6.)          | 310 km²      | 10,94                                | 208,3 (B, Sukhdi)             | |
| Rai-Sankli (6.)      | 2 Dörfer     | 0,427                                | 6,6 (B, G)                    | |
| Rajpur (6.)          | 3 Dörfer     | 1,7                                  | 26,8 (B, J)                   | Nicht zu verwechseln mit zahlreichen anderen Orten gleichen Namens. |
| Sanosa (6.)          | 3 Dörfer     | 0,67                                 | <5 (B, J, Sukhdi)             | |
| Vadod (6.)           | 3 Dörfer     | 1,26                                 | 12 (B, J)                     | |
| Zainabad             | 78 km²       | 3,4 (1931)                           |                               | Malek |

In diesem Bezirk hatten folgende Talukas keine Gerichtsbarkeit (Einwohner 1901): Ankevalia (1.497, 3 Dörfer), Bamanbore (847, 4 Dörfer), Bhadyana (400), Bhalala (265), Bhalgamba (1.588), Bharejda (421), Bhathan (405), Bhimora (1.204, 11 Dörfer), Chachana (459), Chhalala (557), Chobari (280, 3 Dörfer), Darod (131; Steuern 3.000 Rs.!), Devlia (494), Dudhrej (2.026), Gedi (574), Gundiali (1.463), Jakhan (441), Jamar (289), Jhampodad (451), Jhinjhuvada mit Rozva (11.732, 18 Dörfer), Kamalpur (670), Kantharia (1573), Karmad (405), Karol (981), Kesira (146), Khambhlav (852), Khandia (627), Kherali (1.638), Laliyad (753), Matra Timbla (352), Mevasa (619, 6 Dörfer), Munjpur (436), Palali (320), Paliyad (6.970, 17 Dörfer), Ramparda (299), Sahuka (801), Samla (916), Sejakpur (864, 4 Dörfer), Sudamda-Dhandalpur (5.359, 27 Dörfer), Talsana (1.691, 7 Dörfer), Tavi (509), Untdi (240), Vana (2.749, 3 Dörfer), Vanala (311), Vithalgadi (1.174, 67 km², 6 Dörfer).

#### Sorat Prant, 13.460 km²
| Land (Klasse)                    | Fläche (km²)                          | Bevölkerung (Tsd.)                                           | Steuern (Tsd. Rs.; Tribut an)             | Herrschertitel Anmerkungen |
| -------------------------------- | ------------------------------------- | ------------------------------------------------------------ | ----------------------------------------- | --- |
| Bhavnagar (= Bhaunagar; 1.)      | 7.669                                 | 1901: 412, 1941: 575                                         | 395000 (B, G, J)                          | Thakur Sahib, Salut: 13, 1918: Maharaja. siehe Hauptartikel |
| Junagarh (= Junagadh; 1.)        | 8.460                                 | 1891: 388; 1901: 395 1947: 545                               | 1901: 2,62 Mio. (B, G); 1941: ca. 10 Mio. | Nawab, Salut: 11. Gegr. 1748, Protektorat 1807. Posthoheit. Münzregal, gelegentliche Kupferprägungen.[7] Letztes Rückzugsgebiet des indischen Löwen. |
| Porbandar (1.)                   | 1.640                                 | 1891: 71, 1941: 139                                          | 1901: 947 (B, G, J); 1941: ca. 2,5 Mio.   | Rana, Salut 11. 1808 Abkommen zur Piratenbekämpfung. Im Folgejahr brit. Kontrolle über die drei Häfen. Die letzten beiden Maharajas waren beide hervorragende Cricketer und sehr aktiv in der Chamber of Prices. |
| Jafarabad (Teil von Janjira; 1.) | Janjira: 836 (davon 42 km² Jafarabad) | 1.891 Janjira: 76,3 (14 Muslims); 1901: 12,1 (nur Jafarabad) | 61 (kein Tribut)                          | Nawab, Salut: 9. Herrscherfamilie stammt von abessinischen Kapitänen (Habshi) im Dienste des Herrschers von Bijapur (um 1489), die seit 1670 Aurangzeb dienten. |
| Bantva Manavada (3.)             | 1901: 232, 1941: 145                  | 1901: 14,5, 1941: 7,83                                       | 1940: ø 240                               | Khan Śri. |
| Jetpur (3.–7.)                   | gesamt 1.867                          | 107                                                          | 929 (B, G, J)                             | Die Herrschaft wurde üblicherweise von mehreren ausgeübt, teilweise auch wieder nur über einzelne Domänen; durch Erbteilung erfolgte immer weitergehende Zersplitterung. Gemeinsamer Vorfahr war Naja Desa, dessen zwei Söhne Viro und Jeto jeweils die Virani- und Jethani-Linie begründeten. Um 1900 gab es 20 Talukdars, die wichtigsten waren die von Jetpur-Devli (3. Klasse, 242 km², 1901 11.568 Einwohner in 21 Dörfern), Jetpur-Vadia (1901: 185 km², 17 Dörfer, 1940: 233 km²), Jetpur-Mulu Surag (4. Klasse; 1901: 6.708 in 16 Dörfern), Jetpur-Naja Kala (= Bilkha, 4.; 186 km²). 1921 gab es 28 Talukdars, 1940 25, einige Teilstaaten und Domänen (um 1940): Champraj Jasa, 102 km²; Bhabhabhai Unad, 36 km²; Ebhal Vajsur 18 km²; Suryapratapgadh (= Jetpur-Punja) 60 km², Anida abgespalten; Pithadia, 264 km². |
| Bantva Gidad (5.)                | 340,5                                 | 24,3                                                         | 59 (B)                                    | Khan. |
| Dedan (5.)                       | 129                                   | 4,4                                                          | 59 (G, Unamamuli)                         | |
| Vasavad (5.)                     | 44                                    | 5,14                                                         | 18 (B)                                    | 4 Dörfer |
| Bagasra (5.)                     | 17 Dörfer                             | 17,34                                                        | 120 (G, J)                                | |
| Kuba (6.)                        | 8                                     | 0,414                                                        | 3,3 (kein Tribut)                         | 1 Dorf |
| Vinchhavad (6.)                  | 2 Dörfer                              | 1,52                                                         | 4,1 (kein Tribut)                         | |

In diesem Bezirk hatten folgende Talukas keine Gerichtsbarkeit (Einwohner 1901): Charkha (1.519), Dahida (915), Dholvara (460), Gadhia (528), Garmali-Moti (385), Garmali-Nani (340), Gigasaran (582), Halaria (1.268, 4 Dörfer), Jamka (601), Kaner (261), Kathrota (138), Khijadia Najani (156), Lakhapadar (544), Manavav (400), Monvel (1.967), Silana (774), Vaghvadi (109), Vekari (593).